# علم اللاهوت الكاثوليكي
علم اللاهوت الكاثوليكي هو فهم العقيدة أو التعاليم الكاثوليكية، وهو نتيجة لدراسات اللاهوتيين. مثلما يستند إلى الكتاب المقدس القانوني، والتقاليد المقدسة، كما فُسرت بشكل رسمي من قبل السلطة التعليمية للكنيسة الكاثوليكية. وتعد هذه المقالة مقدمة لموضوعات مختلفة في اللاهوت الكاثوليكي، مع روابط للمواقع التي تغطي الموضوع بشكل أشمل.
تلخصت التعاليم الرئيسية للكنيسة الكاثوليكية التي نوقشت في المجامع الأولى للكنيسة في العديد من المذاهب، وخاصة قانون الإيمان النيقي (نيقية-القسطنطينية) والرمز الرسولي. ومنذ القرن السادس عشر أنتجت الكنيسة تعاليم دينية تلخص مبادئها، وكان آخرها في عام 1992.
تفهم الكنيسة الكاثوليكية أن التقليد الحي للكنيسة يحتوي على أساسيات عقيدتها حول الإيمان والأخلاق وتجب حمايتها من الخطأ أحيانًا من خلال تعليم معصوم. وتؤمن الكنيسة بالوحي الذي يوجهه الروح القدس من خلال الكتاب المقدس، والذي تطور في التقليد المقدس ومتجذر بالكامل في وديعة الإيمان الأصلية. وهذه الودائع الإيمانية المتطورة تحميها «السلطة التعليمية» أو هيئة الأساقفة في المجالس المسكونية التي يشرف عليها البابا، بدءًا من مجلس أورشليم (نحو 50 م). وكان آخرها المجمع الفاتيكاني الثاني (1962-1965). وقد حدد البابا مرتين في التاريخ عقيدة بعد التشاور مع جميع الأساقفة دون عقد مجلس.
تنظم العبادة الكاثوليكية الرسمية عن طريق الطقوس التي تنظمها سلطة الكنيسة. والاحتفال بالأفخارستيا (المناولة)، أحد الأسرار السبعة، هو مركز العبادة الكاثوليكية. وتمارس الكنيسة السيطرة على أشكال إضافية من الصلاة الشخصية والإخلاص بما في ذلك المسبحة الوردية، ودرب الصليب، والعبادة القربانية، معلنةً أنها يجب أن تنبثق بطريقة ما من القربان المقدس وتعود إليه. يتألف المجتمع الكنسي من رجال الدين المعينين (ويتكون من الأسقفية والكهنوت والشماسة) وعامة الناس، والرهبان والراهبات الذين يعيشون حياة مكرسة بموجب الرهبانية.
بحسب التعليم المسيحي، أسس المسيح سبعة أسرار وأوكلها إلى الكنيسة. وهي المعمودية، وزيت الميرون، والقربان المقدس، والتوبة، ومسحة المرضى، والكهنوت، والزواج.

## أسس العقيدة

### الاستيعاب البشري للإله
تعلم الكنيسة الكاثوليكية أن «الرغبة بالإله مكتوبة في قلب الإنسان، لأن الإنسان مخلوق من الإله ومن أجل الإله؛ ولا يتوقف الإله أبدًا عن جذب الإنسان إلى نفسه». بينما قد يبتعد الإنسان عن الإله، فإن الإله لا يتوقف أبدًا عن استدعاء الإنسان للعودة إليه. ولأن الإنسان مخلوق على صورة الإله، يمكن للإنسان أن يعرف بيقين وجود الإله من عقله البشري. ولكن في حين أن «ملكات الإنسان تجعله قادرًا على الوصول إلى معرفة بوجود إله شخصي»، وحتى يتمكن «الإنسان من الدخول في علاقة حقيقية معه، فقد أراد الإله أن يكشف عن نفسه للإنسان وأن يعطي له نعمة القدرة على قبول هذا التجلي في الإيمان».
باختصار، تعلم الكنيسة أن «الإنسان بطبيعته وداخله كائن ديني. يأتي الإنسان من الإله ويعود إلى الإله، ويحيا حياة بشرية كاملة فقط إذا كان يعيش بحرية رباطه مع الإله».

### تجلي الإله للإنسان
تعلم الكنيسة أن الإله أظهر نفسه تدريجيًا، بدءًا من العهد القديم، واستكمل هذا التجلي بإرسال ابنه يسوع المسيح إلى الأرض كإنسان. وبدأ هذا الكشف مع آدم وحواء، ولم ينقطع بسبب خطيئتهما الأصلية؛ بالأحرى لقد وعد الإله بإرسال الفادي. كما أعلن الإله عن نفسه من خلال العهود بين نوح وإبراهيم. وسلم الإله الشريعة لموسى على جبل سيناء، وتحدث من خلال أنبياء العهد القديم. وكان تجلي الإله الأكبر بمجيء ابن الإله يسوع المسيح.

### العقائد
العقائد (من الكلمة اللاتينية credo والتي تعني «أنا أؤمن») هي بيانات مذهبية موجزة أو اعترافات، وعادة ما تكون للمعتقدات الدينية. وقد بدأت كصيغ معمودية وجرى توسيعها لاحقًا خلال الخلافات الكريستولوجية (دراسة طبيعة يسوع) في القرنين الرابع والخامس لتصبح بيانات إيمان.
بدأ معتقد الرمز الرسولي (Symbolum Apostolorum) بين القرنين الثاني والتاسع. وهو العقيدة الأكثر شيوعًا التي يستخدمها المسيحيون الغربيون في العبادة. مذاهبها المركزية هي مبادئ الثالوث والإله الخالق. يمكن إرجاع كل من العقائد الموجودة في قانون الإيمان هذا إلى البيانات الحالية في الفترة الرسولية. وجرى استخدام قانون الإيمان على ما يبدو كملخص للعقيدة المسيحية لمرشحي المعمودية في كنائس روما.
تمت صياغة قانون إيمان نيقية، وهو إلى حد كبير رد على الآريوسية، في مجمعي نيقية والقسطنطينية في 325 و381 على التوالي، وصدق عليه مجمع أفسس عام 431. باعتباره العقيدة العالمية للمسيحية. ويحدد المبادئ الأساسية للمعتقد المسيحي الكاثوليكي. تتلى هذه العقيدة في قداس الأحد وهي جوهر الإيمان في العديد من الكنائس المسيحية الأخرى أيضًا. 
قانون الإيمان الخلقيدوني، الذي بدأ في مجمع خلقيدونية عام 451، على الرغم من عدم قبوله من قبل الكنائس الأرثوذكسية المشرقية، وتعلم أن المسيح «يجب أن يُعترف بامتلاكه لطبيعتين، دون إبهام، ودون تغيير، وغير قابل للتجزئة، ولا ينفصل»: طبيعة إلهية وطبيعة بشرية، وأن كلا الطبيعتين كاملتان ولكنهما مع ذلك متحدتان تمامًا في شخص واحد.
يقول قانون الإيمان الأثناسيوسي، الذي جرى قبوله في الكنيسة الغربية على أنه يتمتع بنفس المكانة مثل العقيدة النيقية والخلقيدونية: «نعبد إلهًا واحدًا في الثالوث، والثالوث في الاتحاد؛ لا نخلط بين الأقانيم ولا نقسم الجوهر».

## الكتب المقدسة
تعتبر المسيحية الكتاب المقدس، وهو مجموعة من الكتب القانونية من جزأين (العهد القديم والعهد الجديد)، موثوقًا. ويعتقد المسيحيون أن الكتاب كتبه مؤلفون بشر بوحي من الروح القدس، وبالتالي بالنسبة للكثيرين يُعتبر كلمة الإله المثالية. ويعتقد البروتستانت أن الكتاب المقدس يحتوي على كل الحقائق الموحاة الضرورية للخلاص. ويُعرف هذا المفهوم باسم سولا سكريبتورا. تختلف الكتب التي تعتبر قانونية باختلاف المذهب الذي تستخدمه أو تعريفه. وهذه الاختلافات هي انعكاس لمجموعة التقاليد والمجالس التي عقدت حول هذا الموضوع.
يتضمن الكتاب المقدس دائمًا كتبًا من الكتب المقدسة اليهودية، والتناخ، ويتضمن كتبًا إضافية ويعيد ترتيبها إلى جزأين: كتب العهد القديم مصدرها بشكل أساسي التناخ (مع بعض الاختلافات)، و27 كتابًا من العهد الجديد تحتوي على كتب باللغة اليونانية. وتتضمن الشرائع الكاثوليكية والأرثوذكسية كتبًا أخرى من الترجمة السبعينية اليهودية الكنسية التي يسميها الكاثوليك الأسفار القانونية الثانية. ويعتبر البروتستانت هذه الأسفار منحولة. وتحتوي بعض إصدارات الكتاب المقدس على قسم أبوكريفا منفصل للكتب التي لا يعتبرها الناشر قانونية.
يميز اللاهوت الكاثوليكي بين معنيين من الكتاب المقدس: الحرفي والروحي. المعنى الحرفي لفهم الكتاب المقدس هو المعنى الذي تنقله كلمات الكتاب المقدس ويكتشفه التفسير، باتباع قواعد التفسير المناسب.
يتألف المعنى الروحي من ثلاثة أقسام فرعية: المعاني المجازية، والأخلاقية، والأناغوجية (بمعنى الباطنية أو الروحانية).
- يتضمن المعنى المجازي التيبولوجيا. من الأمثلة على ذلك أن يُفهم عبور البحر الأحمر على أنه «نمط» (علامة) من المعمودية.[38]
- يفهم المعنى الأخلاقي أن الكتاب المقدس يحتوي على بعض التعاليم الأخلاقية.
- يشمل التفسير الأناغوجي الإسخاتولوجيا (علم الآخرات) وينطبق على الخلود ونهاية العالم.

يضيف اللاهوت الكاثوليكي قواعد أخرى للتفسير تشمل:
- الوصية بأن جميع المعاني الأخرى للكتاب المقدس مبنية على المعنى الحرفي؛[39]
- الطابع التاريخي للأناجيل الأربعة، وأنها سلمت بأمانة ما علمه يسوع عن الخلاص؛[40]
- يجب قراءة الكتاب المقدس في إطار «التقليد الحي للكنيسة جمعاء»؛ [41]
- أوكلت مهمة التفسير الأصيل إلى الأساقفة بالاشتراك مع البابا.[42]